# Charles Jarry
Pour les articles homonymes, voir Jarry.
Charles Jarry, également connu sous les pseudonymes de Vinicius et Shannon, né le 5 décembre 1942 à Bruxelles (province de Brabant) et mort le 5 septembre 2019, est un auteur de bande dessinée réaliste belge.

## Biographie

### Jeunesse
Charles Jarry naît le 5 décembre 1942 à Bruxelles. Jarry fait des études techniques à l’Athénée royal de Laeken puis s’inscrit à l’Académie royale des beaux-arts de Bruxelles. Il suit une formation au dessin publicitaire. Par ailleurs, Charles Jarry pratiquait l'athlétisme en 400 mètres plat où il fut sacré champion de Belgique par trois fois d'affilée avant de venir à la bande dessinée,. Charles Jarry publie pour la première fois dans Journal de Tintin en 1963. En 1966, il travaille comme metteur en pages aux éditions Marabout. 

### DansTintin(1967-1979)
À partir de 1967, il revient publier régulièrement dans Tintin, Charles Jarry est d'ailleurs l'auteur d'un récit complet à partir d'une histoire qui s'est passée au Vietnam, de plusieurs récits complets biographiques sur des scénarios de Pierre Step, de Jean-Claude Pasquiez, d'Yves Duval ou encore des siens. Le récit Mon patron s'appelait Edison est compilé en album dans Les Grandes Victoires de l'énergie chez Publiart en 1981. En 1969, il s'inspire de son épouse pour créer seul dans le même hebdomadaire, une série centrée sur le personnage d'Élodie d'Avray, jeune héroïne rédactrice à la revue féministe Isis, qui paraît en 1970 dans Tintin et 1971 dans Tintin Sélection en 1971 et dont les aventures se poursuivront plus tard dans Le Soir-Jeunesse. Au début des années 1970, il est également présent dans Pilote, édition belge avec quelques pages d'actualité. Assistant du dessinateur Raymond Reding (Vincent Larcher, Section R), il effectue un premier déplacement en Afrique financé par l'UNICEF. Ce voyage marque le début de sa passion pour l’aventure écologique et il réalise Raid sur Mubuga, un album pour l’UNICEF. Il publie les aventures de Barry Bart 100 carats pour un arrêt de cœur, un one shot publicitaire pour Avis et XeroxRank en 1974. De 1977 à 1979, il livre 13 courts récits axés sur le sport.

### DansSpirou(1979-1987)
En 1979, il devient transfuge et passe de Tintin à son concurrent direct Spirou pour lequel il publie la série Boy qui prendra le titre de Les Baroudeurs sans frontières en 1981, mettant en scène de jeunes journalistes défendant des causes écologiques ou humanitaires et leur berger malinois, quatre albums sont publiés chez Dupuis de 1983 à 1986, l'album Futur simple/A Garimpeira aux Éditions Saint-André Philclub Charleroi qui contient 24 planches non expurgées en 1986, et puis tardivement Flashback chez Loup en 2001 au tirage limité de 750 exemplaires. Parallèlement, Jarry anime régulièrement la rubrique L'École de la BD dans Spirou de 1982 à 1983. Il publie un dernier récit de la série Les Baroudeurs sans frontières dans Spirou en 1987 et cette série se poursuit par après sous le titre Costa dans Tintin où paraît l'épisode Les Jonques pourpres puis dans Hello Bédé, 3 albums aux éditions du Lombard de 1988 à 1990.  Jarry est, en outre, l'animateur du fanzine Baroud, spécialisé dans les voyages et l'aventure depuis 1986. En 1987-1988, la maison d'édition Brain Factory International publie La B.D. chante Brel en quatre volumes où des auteurs franco-belges adaptent en bande dessinée plusieurs chansons du chanteur Jacques Brel. Le premier volume, Le Plat Pays (1987) contient une contribution de Jarry avec Mon père disait, un récit de 4 planches.

### L'autoédition (1992-2019)
En 1992, Jarry fonde sa propre maison d'édition, Synopsis Network, où il continue Costa jusqu'en 1993, (3 albums 1992-1993). Sous le pseudonyme de Shannon, il crée Simon Arkahne - Chasseur de Têtes chez Le Lombard, en 1995, l'album est mal reçu par la critique. En 1997, il reprend le pseudonyme de Vinicius et crée la bande dessinée érotique Julie Brûlante pour J.P.M et s'ensuit une production du même genre jusqu'en 2007 dont la création de Lady Roberta de Villiers héroïne de Madame Roberta, Wanda la She-Mâle, Le Chalet des délices, Eros Tanga dans Bédéadult. Puis, il œuvre à la réalisation de l'album consacré au centenaire du Royal Sporting Club d'Anderlecht, La Victoire en 100 ans sur un scénario de son vieux complice Yves Duval aux éditions Antoine Dupuis en avril 2008. Le dernier opus de Charles Jarry sort en avril et s'intitule Requiem pour Malvina, l'unique tome de son ultime série L'Étoile du Sud mettant en scène une jolie brésilienne sur un scénario de Lara Ferkovic en autoédition (CH. J.).
Les Meilleurs Récits de... Jarry sont repris en trois albums aux Éditions Hibou de 2014 à 2018 dont le tirage est limité à 300 exemplaires.
Il est victime d'un accident vasculaire cérébral qui l'éloigne du circuit de la bande dessinée sur les dernières années.
Il meurt le 5 septembre 2019 des suites d’une longue maladie, à l'âge de 76 ans.

### Vie privée
En 1986, Charles Jarry demeurait 7 avenue de la libre académie, près du Parc Astrid à Anderlecht.

## Postérité
Selon Henri Filippini « Travaillant beaucoup d’après photos, aussi bien pour les décors que pour les personnages, Charles Jarry était un dessinateur réaliste méticuleux au trait parfois un peu trop raide. »
Dans l'article qu'il lui consacre à sa disparition le 5 septembre 2019, il souligne que « Malgré les galères, les déceptions, il a réussi à exercer la profession dont il rêvait, dessinateur. »

## Publications

### One shots
- Les Aventures de Barry Bart : 100 carats pour un arrêt de cœur[9], Alain Dony/Sodimp, décembre 1974
Scénario : Divers - Dessin : Charles Jarry - Couleurs : quadrichromieAlbum publicitaire pour Avis et Rank-Xerox. Couverture toilée, p. 48.
- RSC Anderlecht : La Victoire en 100 ans, A. Dupuis Productions, avril 2008
Scénario : Yves Duval - Dessin : Charles Jarry - Couleurs : Vittorio - (ISBN 978-2-9600664-1-8)

### Collectifs
- Les Grandes Victoires de l'énergie[6], Publiart, Bruxelles, 1981
Scénario : Yves Duval, Pierre Step et Jean-Claude Pasquiez - Dessin : collectif dont Charles Jarry - Couleurs : quadrichromieContient : Mon patron s'appelait Edison, récit en 4 planches sur un scénario de Jean-Claude Pasquiez.
- Pétition - À la recherche d'Oesterheld et de tant d'autres[20] ! , Amnesty International, Bruxelles, 1986
Scénario : collectif - Dessin : collectif dont Charles Jarry - Couleurs : noir et blanc
- INT1. La B.D. chante Brel - Le Plat Pays + Les Prénoms, Brain Factory, septembre 1988
Scénario : collectif - Dessin : collectif dont Charles Jarry - Couleurs : quadrichromie -  (ISBN 1-87085-805-0),Contribution : Mon père disait (4 planches).

### Para-BD
Dans les années 1980, il réalise des panneaux dessinés à usage de cibles pour l'entraînement des forces de police belges.